# Anita Borg
Anita Borg, född 17 januari 1949 i Chicago, död 6 april 2003 i Sonoma i Kalifornien, var en amerikansk datavetare. Hon var initiativtagare till nätverket Systers för kvinnor i datavärlden. Dessutom grundade hon Institute for Women and Technology (nu Anita Borg Institute for Women and Technology) och Grace Hopper Celebration of Women in Computing. Hennes mål var att ha 50 procent kvinnor inom datavärlden före år 2020.

## Biografi
Anita Borg studerade datavetenskap och arbetade tidigt i karriären med att bygga Unix-baserade operativsystem. I mitten av 1980-talet fick hon anställning på Digital Equipment Corporation och startade i samband med det, tillsammans med tolv andra it-kvinnor, mejllistan Systers, som fortfarande existerar. Tanken med mejllistan var att ge kvinnor i IT-branschen en plats att dela erfarenheter och kunskap med varandra. När Mattel 1992 började sälja en pratande Barbiedocka som bland annat sa att "matematik är svårt" ledde de protester som startade på Systers till att Mattel tog bort meningen från dockans mikrochipp.
Efter att ha tröttnat på att alltid vara en av de enda kvinnorna på sina jobbkonferenser startade Anita Borg 1994 Grace Hopper Celebration, uppkallad efter datapionjären Grace Hopper. Konferensen har kommit att bli världens största mötesplats för kvinnor inom IT-sektorn.
Några år senare börjar fick Borg anställning som Chief Technology Officer på Xerox. Hon grundade kort därefter ytterligare en organisation för att främja kvinnor: "The Institute for Women and Technology”. Organisationen arbetar för att öka både antalet kvinnor verksamma inom tekniska yrken samt tekniska innovationer skapade av kvinnor. År 1999 ledde Anita Borgs arbete för ökad jämställdhet i IT-branschen till att USA:s dåvarande president Bill Clinton utsåg henne till medlem i kommissionen ”the Advancement of Women and Minorities in Science, Engineering, and Technology”.
Anita Borg avled 2003 till följd av en hjärntumör. För att hedra hennes minne bytte The Institute for Women and Technology namn till Anita Borg Institute for Women and Technology. Sedan dess har organisationen fortsatt att växa och finns representerad på många håll i världen.